# Voisenon
Voisenon település Franciaországban, Seine-et-Marne megyében. Lakosainak száma 1169 fő (2022. január 1.). Voisenon Montereau-sur-le-Jard, Melun, Rubelles és Vert-Saint-Denis községekkel határos.

## Népesség
A település népessége az elmúlt években az alábbi módon változott:
| Lakosok száma | 1010 | 1109 | 1149 | 1133 | 1140 | 1154 | 1168 | 1167 | 1169 |
|               | 2013 | 2015 | 2016 | 2017 | 2018 | 2019 | 2020 | 2021 | 2022 |